# بريان هول
بريان هول (بالإنجليزية: Brian Hall)‏ (مواليد 5 يونيو 1961) حكم كرة قدم أمريكي معتزل . تم اعتماده حكما دوليا من قبل الاتحاد الدولي لكرة القدم في سنة 1992 حتى قرر الاعتزال في سنة 2007 . أشهر مبارياته إدارته مباراتين في بطولة كأس العالم لكرة القدم 2002 في كوريا الجنوبية واليابان .

## روابط خارجية
- بريان هول على موقع Soccerway.com (الإنجليزية)